# 小行星6385
小行星6385（英語：6385 Martindavid）是一颗围绕太阳公转的小行星。1989年3月5日，安東寧·姆爾科斯在克列特发现了此天体。
这颗小行星的绝对星等为201.9994281812675等。